# Belén (Chile)
Belén es una localidad ubicada en la comuna de Putre, Provincia de Parinacota, perteneciente a la Región de Arica y Parinacota, en el norte grande de Chile.
Es la única localidad del altiplano andino fundado por los españoles, alrededor de 1625. Su ubicación fue elegida por su buen clima y por encontrarse en la ruta comercial entre Potosí y el valle de Azapa. La localidad conserva su trazado colonial, caracterizado por sus calles ordenadas, algunas empedradas y con un canal de agua al medio, además de viviendas de adobe adosada entre sí. 
Belén se encuentra rodeada por áridos cerros, campos de pastoreo y una abundante presencia de eucaliptos. En el centro de la localidad, se encuentra una plaza escalonada de tres niveles.

## Pueblo de Belén
El caserío de Belén tiene dos iglesias:
- La primera es la antigua (época de la fundación) y pequeña Iglesia de Nuestra Señora de Belén, que contiene un campanario anexo escalonado.
- La segunda casa religiosa es la nueva iglesia de Nuestra Señora del Carmen, que data del siglo XVIII, de mayor tamaño que la anterior y con un campanario anexo rectangular, coronado con templete en piedra. Posee una portada principal de estilo barroco en piedra labrada, con columnas salomónicas talladas en espiral, friso superior con figuras y el resto de pórtico tallado en piedra, al igual que el portal lateral incrustado en piedra en los gruesos muros de adobe de la larga nave de 30 m. Más de 20 imágenes sacras adornan su interior, destacando la Virgen de la silla y un Cristo. Además, hay un hermoso fragmento de retablo en madera policromada. Este conjunto arquitectónico realza al poblado.

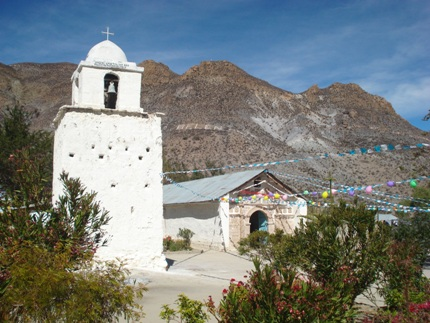
Iglesia San Santiago de Belén.
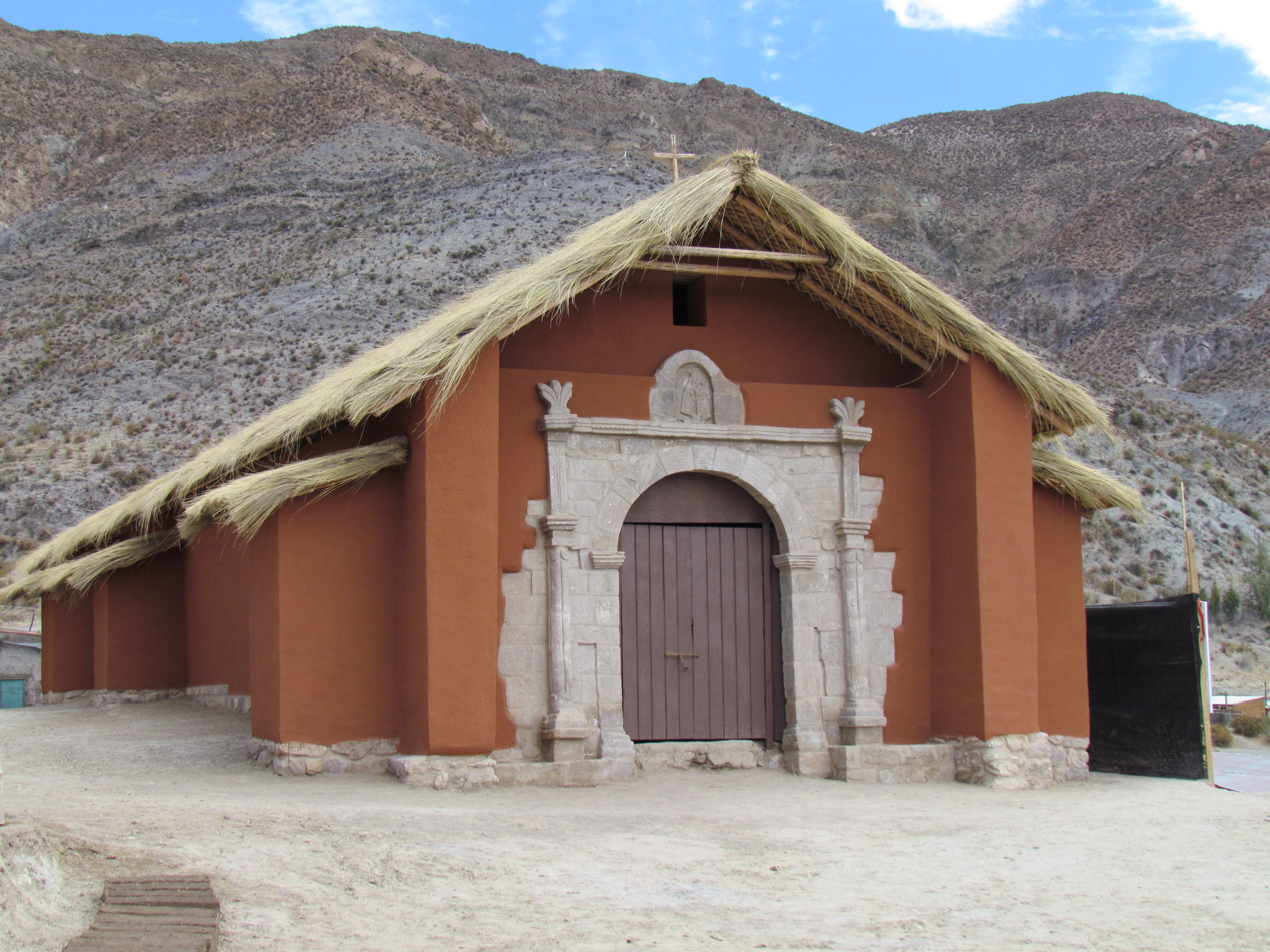
Templo de la Virgen de la Candelaria.

## Asentamientos prehispánicos
En las cercanías del poblado se encuentra variadas expresiones arqueológicas del periodo prehispano. El pucará de Ancopachane, ubicado en una amplia terraza frente al cementerio del caserío, está compuesto por aproximadamente cien recintos circulares y algunos rectangulares. Un muro lo separa del pucará de Chajpa, construcción incaica ubicada al borde de la quebrada del río Laguane, por donde llega el Camino del Inca desde el oeste.
Estos pucarás se conectan con el de Huaihuarani, declarado Monumento Nacional, ubicado entre las quebradas del Laguane y Belén, cuyo recorrido de visita es por el Camino del Inca, que en parte conserva el empedrado y las pircas laterales que lo delimitaban. Contiguo está el pucará de Incahullo, también Monumento Nacional, que es el más elaborado en toda la zona.

### Pucará de Belén
El Pucará de Belén, también llamado Huaihuarani o Incahullo, es una fortaleza prehispánica de piedra que formaba parte del Camino del Inca. Se ubica en la comuna de Putre, Región de Arica y Parinacota, Chile, a 6 km. al oeste de la localidad de Belén, sobre la ladera norte del cerro Grande, en la rinconada de Huaihuarani.

## Historia

### Época colonial
Belén formó parte del cacicazgo de Codpa, una entidad territorial indígena reconocida dentro del Virreinato del Perú y establecida en 1648. Su administración estuvo a cargo de Diego Cañipa, con Codpa como su centro político. Además de Belén, el cacicazgo incluía los pueblos de Socoroma, Putre, Pachama, Parinacota, Choquelimpe, Guallatiri, Caquena, Sora, Churiña, Esquiña, Pachica, Timar, Ticnamar, Saxamar, Umagata y Livilcar.
En el ámbito eclesiástico, en 1777, el obispo Manuel Abad Yllana reorganizó la doctrina de Codpa, dividiéndola en dos. La nueva doctrina de Belén quedó integrada por Belén, Socoroma, Putre, Pachama, Parinacota, Choquelimpe, Guallatiri, Sora y Churiña, mientras que la doctrina de Codpa mantuvo Codpa, Esquiña, Pachica, Timar, Ticnamar, Saxamar, Umagata y Livilcar.

## Demografía
En la siguiente tabla resumen se muestra la población de Belén según los censos chilenos de 2002 y 2017, la distribución del sexo de sus habitantes, cantidad de viviendas censadas y la categoría en la que fue clasificada la localidad.
| Año  | Categoría | Población | Población masculina | Población femenina | Viviendas | Ref.  |
| ---- | --------- | --------- | ------------------- | ------------------ | --------- | ----- |
| 2002 | Caserío   | 51        | 30                  | 21                 | 70        | [ 3 ] |
| 2017 | Caserío   | 55        | 30                  | 25                 | 138       | [ 1 ] |